# Wilhelm Raabe
Wilhelm Raabe (8. september 1831 – 15. november 1910 i Braunschweig) var en tysk forfatter og en af de vigtigste repræsentanter for poetisk realisme. Han er særlig kendt for sine samfundskritiske fortællinger, noveller og romaner. Her beskæftiger han sig bl.a. med de omvæltninger og den fremmedgørelse Gründerzeit betyder for både samfundet og det enkelte individ.
Den danske litteraturforsker dr. phil. Børge Kristiansen har i sin forskning beskæftiget sig med Raabes forfatterskab.
Blandt hans vigtigste værker er Die Chronik der Sperlingsgasse (1856) , Der Hungerpastor (1864) og Stopfkuchen (da. Slughalsen) (1891).